# Coccomyces tumidus
Coccomyces tumidus (Fr.) De Not. – gatunek grzybów z rodziny łuszczeńcowatych (Rhytismataceae). Rozwija się na opadłych liściach drzew.

## Systematyka i nazewnictwo
Pozycja w klasyfikacji według Index Fungorum: Coccomyces, Rhytismataceae, Rhytismatales, Leotiomycetidae, Leotiomycetes, Pezizomycotina, Ascomycota, Fungi.
Po raz pierwszy takson ten opisał w 1823 r. Elias Fries nadając mu nazwę Hysterium tumidum. Obecną, uznaną przez Index Fungorum nazwę nadał mu w 1847 r. Giuseppe De Notaris.
Ma 21 synonimów. Niektóre z nich:
- Henriquesia quercina Grove 1928
- Lophodermella tumida (Fr.) Tehon 1935[3].

## Morfologia
Apothecja o średnicy 2000–2500 µm, wysokości 600–700 µm, kuliste, wyrastające powierzchownie na obydwu stronach liści. Początkowo hymenium jest osłonięte 5–8 zębatym aparatem apikalnym, w stanie dojrzałym odsłania się ukazując powierzchnię hymenium. W stanie świeżym jest ona bladożółta, po wyschnięciu ciemnobrązowa. Brzeg otwartej szczeliny aparatu apikalnego jest postrzępiony lub poszarpany, czarny, w starszych apotecjach, wywinięty i powyginany, bez czarnej obwódki. Apotecja powstają na podkładkach. Endostroma ma grubość 15–20 µm, utworzona jest przez nieregularne komórki pseudoparenchymalne o średnicy 10–20 µm, czarna w 5% KOH. Ekscypulum o grubości 50 µm, utworzone przez komórki pseudoparenchymalne, jasnobrązowe w 5% KOH, o średnicy 5–8 µm. Subhymenium o grubości 25–50 µm, rozszerzające się ku środkowi, kanciaste, z komórkami wielościennymi do nieregularnych, o średnicy do 5 µm, szkliste w 5% KOH. Hymenium o grubości 260–270 µm, wo szklistym wyglądzie;. Parafizy o długości 200–220 µm i grubości do 1 µm, okrągłe, z zakrzywionym wierzchołkiem, nitkowate, szkliste w 5% KOH;. Worki 180–195 × 5–6 µm, maczugowate, 8-zarodnikowe, szkliste w 5% KOH. Askospory 30–40 × 4–5 µm, rozszerzone w kierunku podstawy, nitkowate do maczugowatych, gładkie, cienkościenne, szkliste w 5% KOH, bez warstwy śluzu.

## Występowanie
Znane jest występowanie Coccomyces tumidus w Ameryce Północnej i Europie. W Polsce M.A. Chmiel w 2006 r. przytoczyła tylko 2 stanowiska, podane w 1908 i 1987 r. Nowe stanowisko w 2004 r. podano w Puszczy Knyszyńskiej i w 2022 r. w woj. kujawsko-pomorskim. W internetowym atlasie grzybów znajduje się na liście gatunków zagrożonych.
Grzyb saprotroficzny rozwijający się na opadłych liściach drzew, często znajdujących się pod powierzchnią ściółki liściowej i przylegających do innych sąsiednich liści. Stwierdzono występowanie na liściach drzew i krzewów: klon (Acer sp.), brzoza (Betula sp.), kasztan jadalny (Castanea sativa), buk (Fagus sp.), Gaultheria shallon, topola osika (Populus tremula), topola osikowa (P. tremuloides), topola (Populus sp.), dąb (Quercus), jeżyna (Rubus). Większość z nich dotyczy gatunków z rodziny bukowatych (Fagaceae). Grzyb rozprzestrzenia się drogą powietrzną przez askospory podczas wilgotnej i deszczowej pogody. Na półkuli północnej o klimacie umiarkowanym większość infekcji następuje późnym latem i wczesną jesienią, co sugeruje, że grzyb infekuje starzejące się liście tylko tuż przed ich naturalnym opadnięciem.